# De facto

Mapky ostrova Kypr, srovnávající stav „de iure“ a „de facto“; s tzv. Zelenou linií pod správou OSN.

De facto je latinský výraz vyjadřující „ve skutečnosti“ nebo „v praxi“. Často se používá jako protiklad k latinskému de iure (což znamená „podle práva“) v případech, kdy se skutečnost nebo praxe odlišuje od právních předpisů a jiných regulací.
Určitá věc nebo uspořádání se dokonce může prosadit i jako de facto standard, tedy praktická norma, protože oficiální norma (de iure) neexistuje, je málo užívaná (případně jinak nevhodná). V takových případech je normální či očekávané řídit se de facto standardem.

## Příklady zrůzných oblastí

### Technické standardy
De facto technické standardy jsou takové, které jsou jako standardy uznávány, přestože nemusely být formálně schváleny jako závazné normy. Důvodů pro jejich (všeobecnou) akceptaci může být více: tradice, tržní dominance, přijetí významnými společnosti nebo určitou komunitou. Velmi dobrým příkladem de facto technických standardů je série dokumentů Request for Comments (RFC), které specifikují všechny základní protokoly používané na Internetu – např. široce používaný HTTP protokol, který slouží pro přenos webových stránek a dalších dat.
Toto pragmatické a neformální řešení vydávání standardů formou RFC, sestavovaných jednotlivci či malými skupinami na základě praktických zkušeností má mnohé výhody oproti formálnějším procesům standardizačních komisí u úřadů typu ISO. Lze konstatovat, že právě pružné a mnohem rychlejší vydávání těchto de facto standardů jako RFC (a v případě potřeby vydání aktualizace formou dalšího RFC) zásadně pomohlo rozšíření Internetu do dnešních celosvětových rozměrů. Důležitým faktorem je i to, že všechna RFC vždy byla volně ke stažení, zatímco za texty mnohých norem oficiálních institucí jako je ISO je nutné platit. Ještě je vhodné uvést, že od roku 1969 do března 2023 bylo vydáno přes 9400 RFC dokumentů, ale jen malá část z nich jsou de facto standardy, případně jsou označeny jako „Best Current Practice“ (současná nejlepší praxe), což je v praxi podobné (mezi další typy RFC patří informační, experimentální či historické).
I v případě norem vydávaných oficiálními normotvornými institucemi může být jejich dodržování či využívání dobrovolné (např. firma se rozhodne, zde bude implementovat systém řízení jakosti podle norem z řady ISO 9000, a poté může požádat o získání certifikátu). V jiných případech je dodržování těchto norem povinné, což je vynucováno státem pomocí právních a jiných opatření, a děje se zejména v situacích, kde je důležité z hlediska zdraví a bezpečnosti občanů státu.

### Úřední jazyk země
Řada států, např. Austrálie, Japonsko, Mexiko nebo USA, mají de facto úřední jazyk (nazývaný též státní jazyk), přestože de iure takovýto jazyk není stanoven. Zajímavým případem je i Spojené království Velké Británie a Severního Irska, které jako celek nemá žádný oficiální úřední jazyk, ale od roku 2011 byla velština stanovena jako úřední jazyk pro území Walesu, vedle angličtiny, která je de facto úřední jazyk pro celé území Spojeného království.
Další státy mají oficiální (de iure) úřední jazyk a k tomu navíc další de facto úřední jazyk nebo jazyky. V Libanonu a Maroku je oficiálním úředním jazykem arabština, ale druhým de facto úředním jazykem je francouzština. Na Novém Zélandu jsou dva oficiální úřední jazyky (maorština a novozélandský znakový jazyk), ale angličtina je de facto třetím úředním jazykem.
Ruština byla de facto úředním jazykem nejen centrální vlády, ale ve velké míře i všech svazových republik bývalého Sovětského svazu, ale nebylo to nikde oficiálně deklarováno. To se stalo až po přijetí zákona v roce 1990, ruština se tak na krátkou dobu (do rozpadu Sovětského svazu v prosinci 1991) stala jediným, de iure úředním jazykem Sovětského svazu. V Rusku byl v roce 2020 přijat dodatek ústavy, který stanovuje ruštinu jako úřední jazyk pro celé území.
Švédština je stanovena de iure úředním jazykem ve Finsku (vedle finštiny). Švédsky mluví asi 5,5 % finské populace, cca 290 tisíc osob. Od školní reformy v 70. letech 20. století je švédština též povinný školní předmět ve Finsku. Naproti tomu, v samotném Švédsku, kde jí hovoří naprostá většina obyvatel, není její status v žádném zákonu oficiálně stanoven.

### Státní/národní hymna
Hymna Japonska (Kimigajo) byla japonskou státní hymnou de facto již od období Meidži (slova jsou mnohem starší, z básnické sbírky neznámého autora z 10. století, původní melodie vznikla 1869, současná melodie byla vybrána 1880), ale oficiálně (de iure) byla uznána japonským parlamentem až v roce 1999.
Existují dvě de facto národní hymny Asyřanů. První se jmenuje Roomrama, její text napsal syrský básník Yosip Bet Yosip, hudba Nebu Juel Issabey. Druhá se jmenuje Salma d'Shoobakhan, její text napsal Baba Bet-Lachin, hudba Shoora Mikhalean.

### Hlavní město
Bern je nejen hlavní město stejnojmenného kantonu, ale také de facto hlavní město celého Švýcarska: sídlí zde vláda a parlament, ale de iure není nikde v legislativě uvedeno (když bylo v roce 1848 třeba určit politicko-správní centrum nového spolkového státu, upustili tvůrci ústavy od určení hlavního města Švýcarska).
Obdobně Tokio je de facto hlavní město Japonska, ale oficiálně to žádný z japonských zákonu nestanovuje. Původně hlavním městem Japonska bylo Kjóto, roku 1603 se Tokio (tehdy se ještě jmenovalo Edo) stalo sídlem vlády, tedy de facto hlavním městem. Císařovo sídlo a formálně hlavní město zůstávalo ještě Kjóto. Roku 1868 bylo Edo oficiálně přejmenováno na Tokio a 1869 se do Tokia přesouvá i císařský dvůr.
Hlavním městem Nizozemska je de iure (podle článku 32 ústavy) Amsterdam, ale sídlem panovníka, vlády, parlamentu a diplomatického sboru je Haag (nizozemsky Den Haag), proto bývá označován jako de facto hlavní město. V Haagu má také sídlo přes 150 mezinárodních institucí, mezi nejvýznamnější patří Mezinárodní soudní dvůr (hlavní soudní orgán OSN), Mezinárodní trestní soud, Stálý rozhodčí soud nebo Europol.
Zpravidla se uvádí, že de facto nejvýše položeným hlavním městem na světě je La Paz (nadmořská výška jednotlivých čtvrtí je cca 3250 až 4100 metrů). Je zde sídlo vlády, prezidentská rezidence (1853–2018 + část období 2019–2020 v Palacio Quemado, od 2018 s přerušením Casa Grande del Pueblo) a sídlí zde i většina ministerstev a vládních úřadů. Aglomerace má přibližně 2,2 miliónu obyvatel. De iure však hlavním městem Bolívie zůstává mnohem menší Sucre, kde je také sídlo Nejvyššího soudu. 
Brades (též Brades Estate) je od roku 1998 de facto hlavní město Montserratu (ostrov v Karibském moři, zámořské území Spojeného království). Tato vesnice má jen přibližně 1000 obyvatel a jde tak o nejmenší hlavní město na světě. Tato situace vznikla v důsledku toho, že předchozí a stále de iure hlavní město Plymouth na jihu ostrova bylo zničeno při erupci sopky Soufrière Hills. Protože činnost vulkánu v různé intenzitě pokračovala i v dalších letech, byly prozatímní vládní budovy postaveny v Brades.

### Sídlo papeže Františka
Od roku 1871 je oficiální rezidencí papeže Apoštolský palác (nazývaný též Papežský palác nebo Vatikánský palác), předtím to byl Kvirinálský palác. De iure zůstává i sídlem  papeže Františka, ten ale od svého nástupu do úřadu de facto jako své sídlo používá Dům svaté Marty (Domus Sanctae Marthae). Oznámení o novém faktickém sídle papeže bylo zveřejněno již 26. března 2013, pouhý týden po uvedení do úřadu.

### Vláda a moc
V Argentině opakovaně došlo k situaci, kdy vládu v zemi de facto převzala armáda. Stalo se tak v letech 1930–1932, 1943–1946, 1955–1958, 1966–1973 a 1976–1983, přičemž v posledním případě vojenská junta navíc de facto kompletně ovládala všechny mocenské složky země (moc patřící prezidentovi, moc výkonnou i zákonodárnou) a systematicky likvidovala své politické oponenty. Během této vlády vojenské junty a tzv. operace Kondor zmizelo beze stopy až kolem 50 tisíc Argentinců.
S jiným případem de facto vládce země se často setkáváme v monarchiích. Označuje se tak situace, kdy formálně vládne král, ale daná osoba má větší až téměř úplnou faktickou moc. Jako příklady takových osob lze uvést např. kardinála Richelieu (král Ludvík XIII.) nebo Alexandra Menšikova, který se snažil svou moc udržet i po smrti Kateřiny I., na trůn prosadil nezletilého Petra II. a sám sebe učinil jeho poručníkem.
Termín de facto hlava státu je někdy používán v případě zemí jako je Austrálie nebo Kanada (obecně u zemí patřících do Společenství národů). de iure je hlavou všech těchto států britský panovník. V případě Austrálie ji na federální úrovni zastupuje generální guvernér Austrálie a dále guvernéři jednotlivých států. Rovněž v případě Kanady je zástupcem krále generální guvernér, u dalších zemí Společenství národů se tato funkce může nazývat jinak.

### Hranice země, území
De facto hranice země je taková hranice, kterou si je daná země schopná vynutit a případně ubránit proti nárokům jiných zemí na toto teritorium. Jako příklad de facto hranice země lze uvést tzv. Durandovu linii, což je označení pro faktickou afghánsko-pákistánskou hranici, i když Afghánistán vícekrát prohlásil, že Durandova linie mu byla vnucena a po několik desetiletí její platnost opakovaně zpochybňoval. Rovněž Paštúnské kmeny, jejichž území tato linie uměle rozdělila, její existenci neuznávají.
De facto hranice rovněž může existovat také v řídce osídlených oblastech, kde hranice nikdy nebyla oficiálně dohodnuta a v terénu přesně vyznačena (vyměřena). Stejný situace může existovat i v případě hranic mezi jednotlivými státy federace, provinciemi nebo jinými částmi státu.
Golanské výšiny jsou de iure součástí Sýrie, ale od Šestidenní války v roce 1967 dvě třetiny území Golanských výšin ovládá Izrael, kdy toto území obsadil. Navíc v roce 1981 schválil zákon o Golanských výšinách a de facto je tak anektoval, i když Rezoluce Rady bezpečnosti OSN č. 497 tento zákon označila za neplatný a postrádající mezinárodní právní účinek.
Antarktida je terra nullius (latinsky doslova "země nikoho" de facto i de iure) a toto nadnárodní území, které nepatří žádnému státu spravuje sekretariát Antarktické smlouvy na základě smlouvy, která byla uzavřena 1. prosince 1959 a vstoupila v platnost 23. června 1961. Naproti tomu Západní Sahara je terra nullius pouze de iure, de facto je část tohoto území ovládána Marokem, které toto teritorium považuje za součást svého území. Nárazníková zóna OSN na Kypru (tzv. Zelená linie nebo též Attilova linie) je terra nullius pouze de facto. Tento úzký pás území na Kypru spravuje Organizace spojených národů a odděluje od sebe území de facto ovládané Kyperskou republikou od území de facto ovládaného Severokyperskou tureckou republikou (kterou uznalo pouze Turecko).

### Stát, kvazistát/defacto stát
Kvazistát nebo kvazi stát, též protostát nebo de facto stát je politická entita, která představuje ne zcela institucionalizovaný a suverénní stát. Kvazistáty nesplňují některé ze čtyř kritérií státnosti, jak je stanovuje článek 1 Montevidejské konvence, tedy stálé obyvatelstvo, definované teritorium, vláda, kapacita vstoupit do diplomatických vztahů s jinými státy. Nejčastěji se jedná o čtvrté kritérium, pojem kvazistát se pak překrývá s pojmem stát s omezeným uznáním (viz též Seznam států s žádným nebo částečným mezinárodním uznáním).
Vichistická Francie nebo též Vichistický režim (oficiálně Francouzský stát): de iure to v období druhé světové války (od roku 1940 do roku 1944) byla prezidentská republika (hlavou státu byl Philippe Pétain), de facto však šlo loutkovou vládu a autoritářský kolaborantský režim aktivně spolupracující s nacistickým Německem, které okupovalo zbytek území předválečné Francie.

### Válečný stav
Termín de facto válečný stav se používá pro různé konflikty zejména ve dvacátém století, kdy dva nebo více států jsou de facto v ozbrojeném konfliktu, ale de iure válečný stav nebyl vyhlášen. Ve 21. století k tomu navíc přibyla skutečnost, že na konfliktu se někdy výrazně podílí subjekty, které nejsou státy, a tudíž oficiálně (de iure) ani válku jinému státu vyhlásit nemohou.

### Faktický monopol nebo oligopol
De facto monopol (případně oligopol) označuje stav v ekonomice, kdy konkurence je sice formálně možná, ale de facto na trhu tak dominuje jeden nebo několik málo subjektů, že žádné další subjekty nejsou reálně schopné konkurovat, často dokonce nejsou schopné ani přežít. Vlády státu se tyto situaci snaží ovlivnit tzv. antimonopolními zákony (případně dalšími právními, regulačními nebo ekonomickými opatřeními).

### Duševní vlastnictví
De facto technologie je takový systém, kdy duševní vlastnictví a související know-how je ve (výhradním) držení určitého soukromého subjektu a obvykle pouze vlastník této technologie vyrábí (je schopen vyrábět) příslušná zařízení. Standardní technologie se skládá z takových systémů, jejichž specifikace byly zveřejněny alespoň do takové míry, že kdokoli může vyrábět příslušná zařízení využívající tyto technologie. Jako příklad z oblastí mobilních telefonů a mobilních technologii lze uvést, že CDMA1X byla de facto technologie, zatímco GSM je standardní technologie.